# Saâcy-sur-Marne
Saâcy-sur-Marne ist eine französische Gemeinde mit 1.869 Einwohnern (Stand: 1. Januar 2022) im Département Seine-et-Marne in der Region Île-de-France. Sie gehört zum Arrondissement Meaux und zum Kanton La Ferté-sous-Jouarre.
Die Einwohner werden Saâcyats genannt.

## Geographie
Saâcy-sur-Marne liegt an der Marne, die die nördliche Gemeinde grenze bildet, und dem kleinen Fluss Dhuys.

### Nachbargemeinden
Umgeben ist Saâcy-sur-Marne von den Gemeinden Méry-sur-Marne und Nanteuil-sur-Marne im Norden, Citry im Osten, Bussières im Süden und Südosten, Saint-Cyr-sur-Morin im Süden, Jouarre im Südwesten, Reuil-en-Brie im Westen sowie Luzancy im Nordwesten.

## Bevölkerungsentwicklung
| Jahr      | 1962 | 1968 | 1975 | 1982 | 1990 | 1999 | 2006 | 2017 |
| Einwohner | 1143 | 1074 | 1207 | 1187 | 1393 | 1658 | 1764 | 1813 |

## Sehenswürdigkeiten
- Kirche Saint-Jean-Baptiste
- Rathaus und ehemalige Schule, erbaut Ende des 19. Jahrhunderts

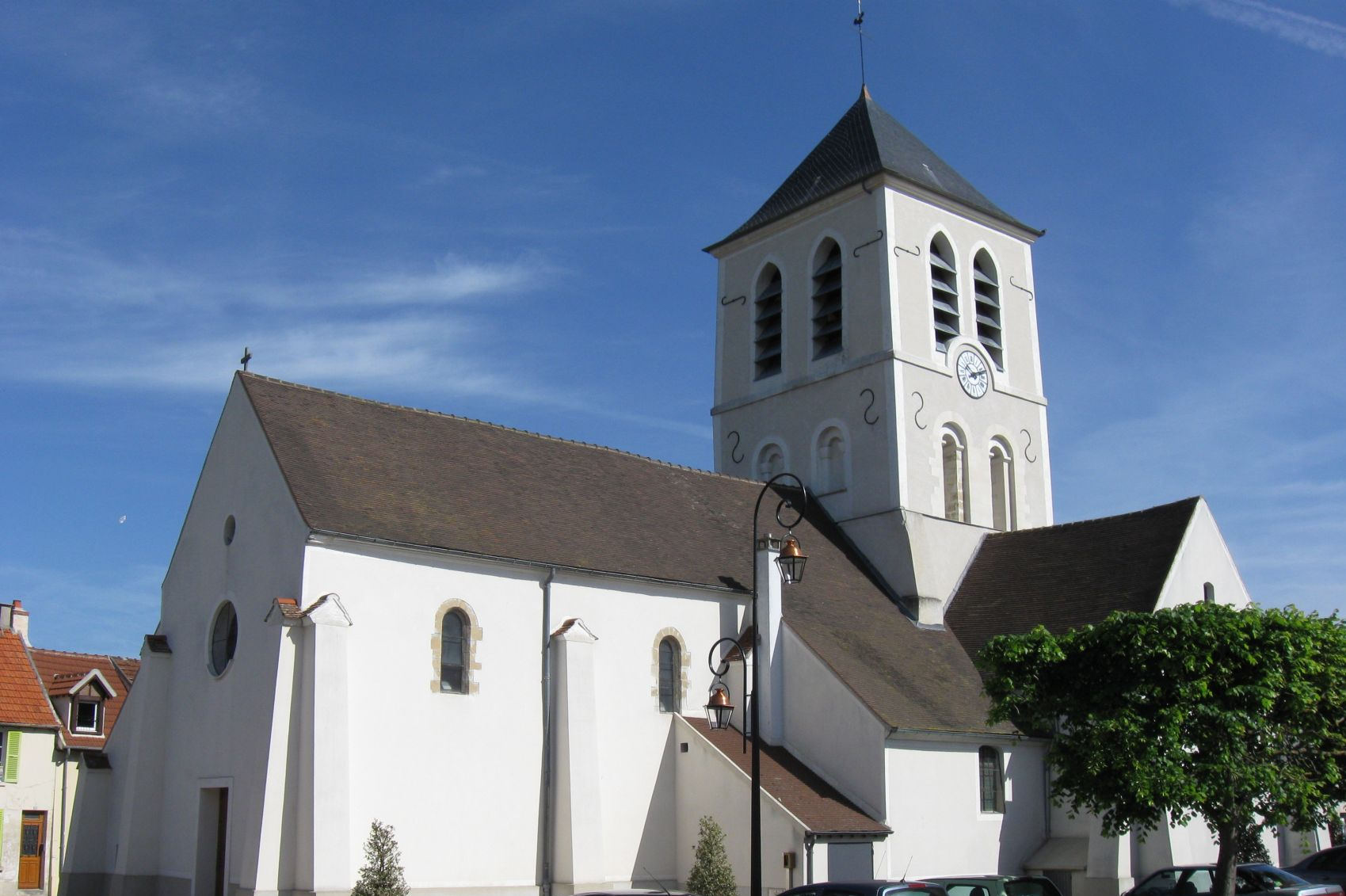
Kirche Saint-Jean-Baptiste

## Persönlichkeiten
- André Paquinet (1926–2014), Jazzposaunist